# Нанове
Нанове — колишнє бойківське село Хирівського району. Зараз територія Нанового знаходиться на території Старосамбірського району Львівської області.

## Історія

Давня церква св. Михаїла (фото 1900 -ті рр.)

Нова церква св. Михаїла, 1913 р.

У 1880 році в селі налічувалось 365 мешканців (греко-католиків).
1913 року в селі була побудована церква Св. Михаїла (зруйнована після виселення мешканців).
У міжвоєнний період входило до ґміни Кросьцєнко Добромильського повіту Львівського воєводства. У 1939 році в селі проживало 810 мешканців, з них 800 українців і 10 євреїв. 17 січня 1940 р. село було включене до Хирівського району Дрогобицької області. Після війни в селян відібрали землю і майно, а самих загнали до колгоспу імені Жданова.
У 1951 році жителі вивезені в село Зміївка Бериславський район Херсонської області до колгоспу ім. Молотова у зв'язку наближенням кордону через обмін територій.

## Церква св. Михаїла

### Стара
Дерев'яна тризрубна церква, увінчана наметовим верхом з одним заломом над навою і емпорою над бабинцем була збудована, за твердженням дослідника Михайла Драґана, у XVII ст. (шематизми подають 1750 і 1754 pp.). Вона мала привілей від польського короля Яна III Собєського. На початок ХХ століття перебувала у поганому стані та, у зв'язку із будівництвом нової, була розібрана.

### Нова
У 1913 р. на місці старої зведена нова дерев'яна, хрещата в плані з укороченими боковими раменами будівля, увінчана над середхрестям світловим восьмериком, вкритим наметовою банею. Після обміну територіями між УРСР та ПНР, споруда була зруйнована разом із усім селом, у зв'язку із тим, що село потрапило у прикордонної смуги.

## Каплиця Всіх Святих Українського Народу
У селі є каплиця Всіх Святих Українського народу УГКЦ. Щороку на третій день після Зіслання Святого Духа у каплиці звершується Божественна літургія. На богослужіння збираються жителі навколишніх сіл та нащадки виселених сімей де моляться у своїх наміреннях та згадують трагічні сторінки історії.

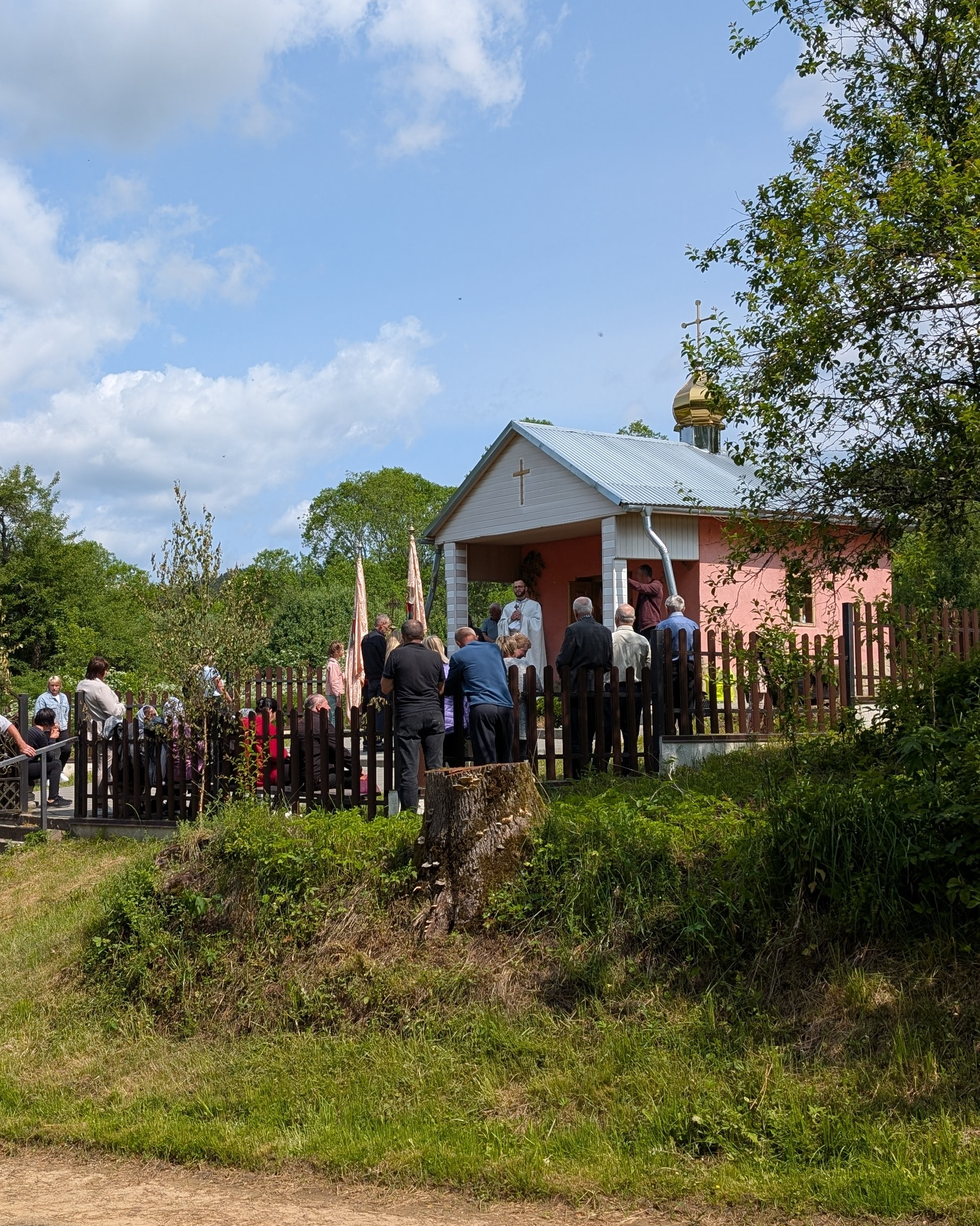
Каплиця Всіх Святих Українського Народу с. Нанове

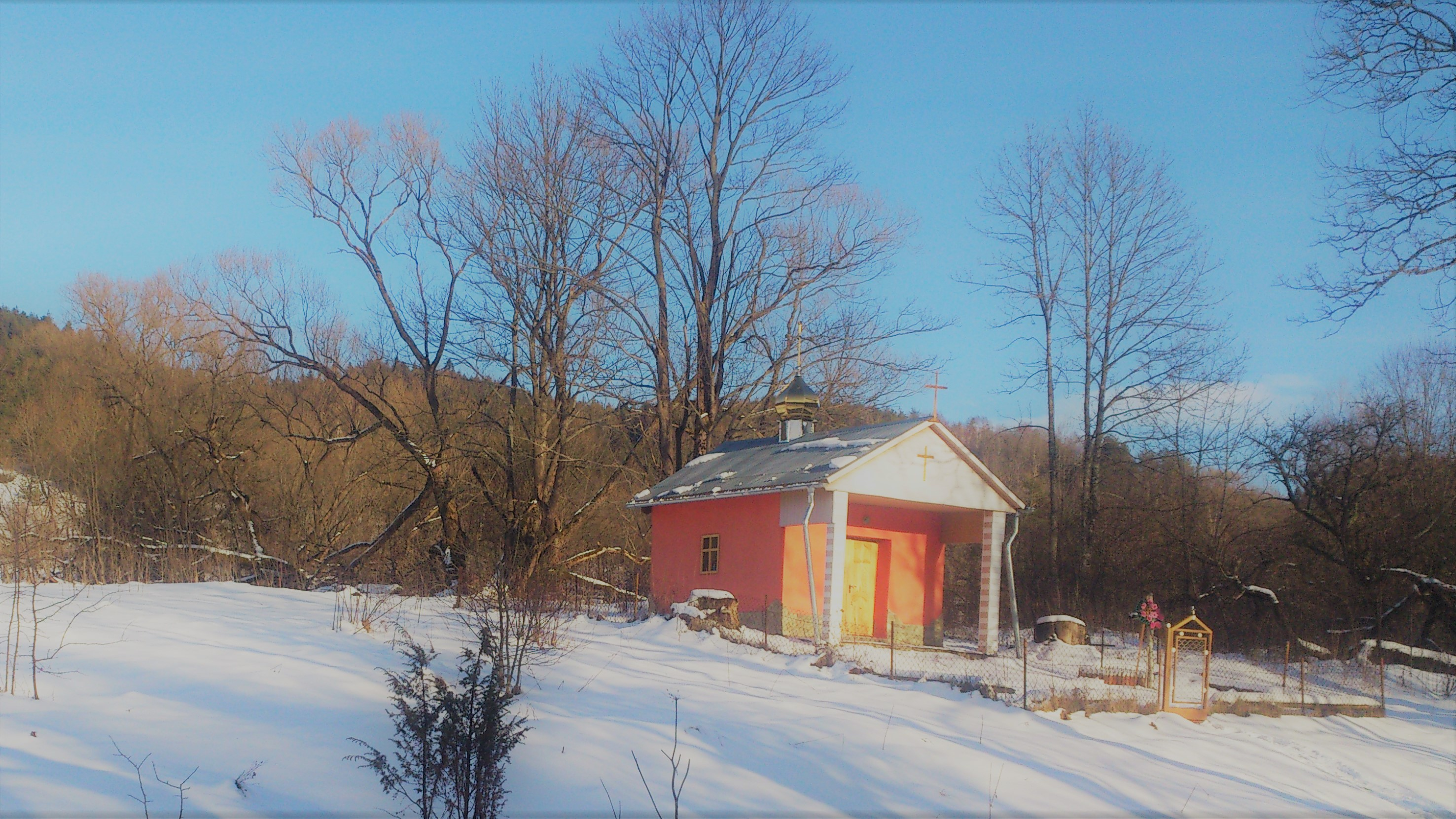

## Фото

ліворуч
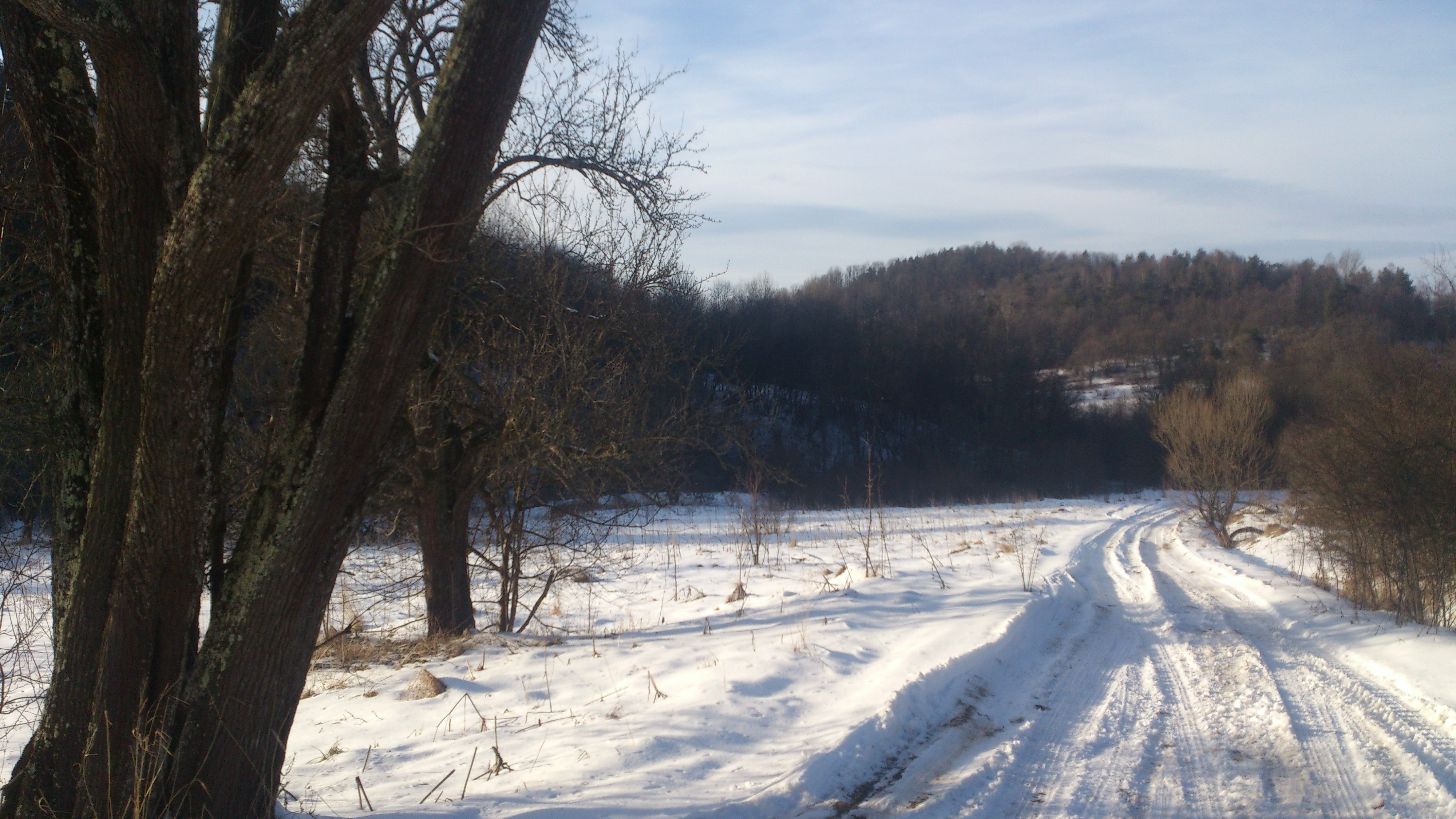
ліворуч
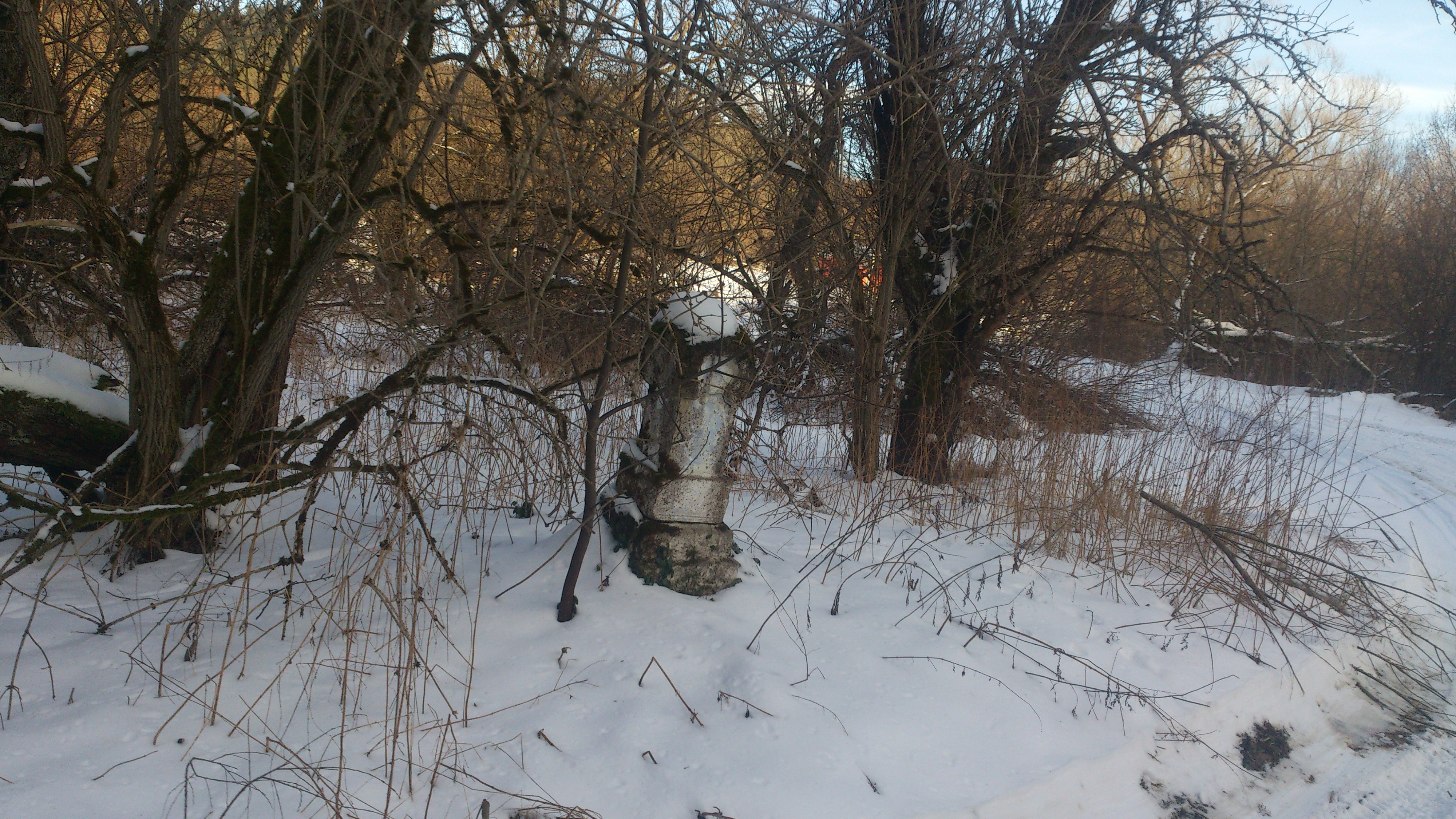
ліворуч
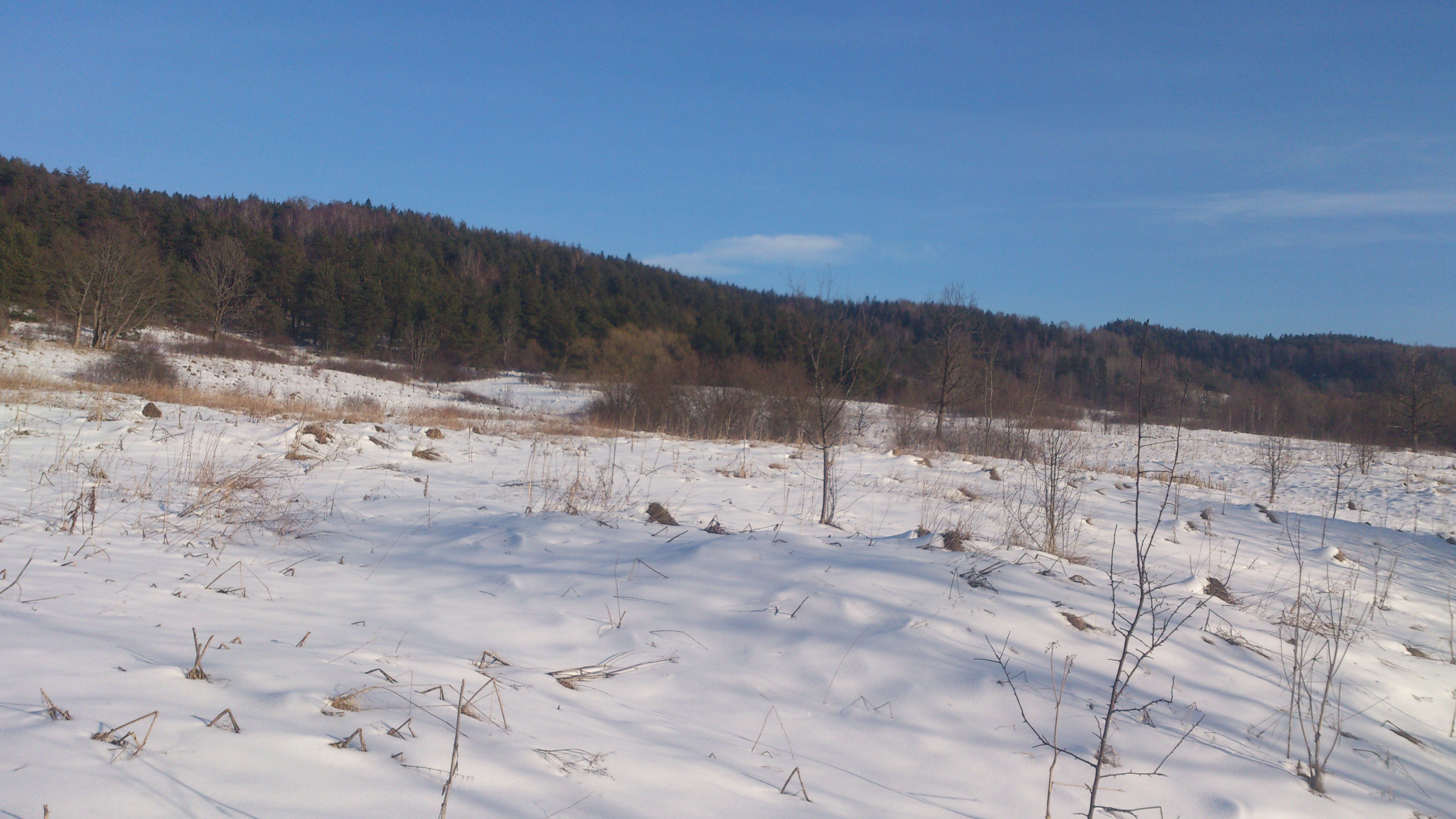
ліворуч
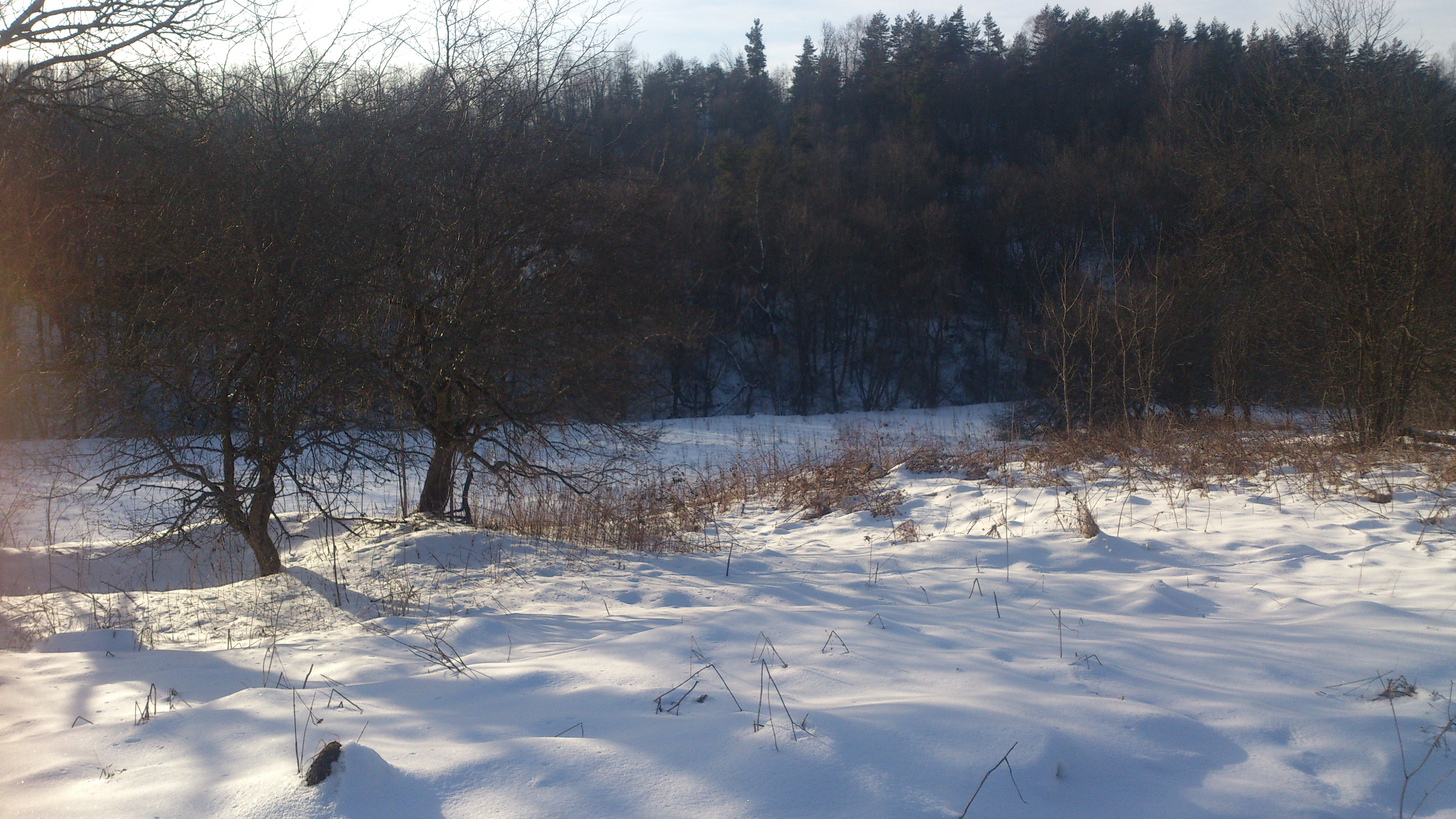
ліворуч
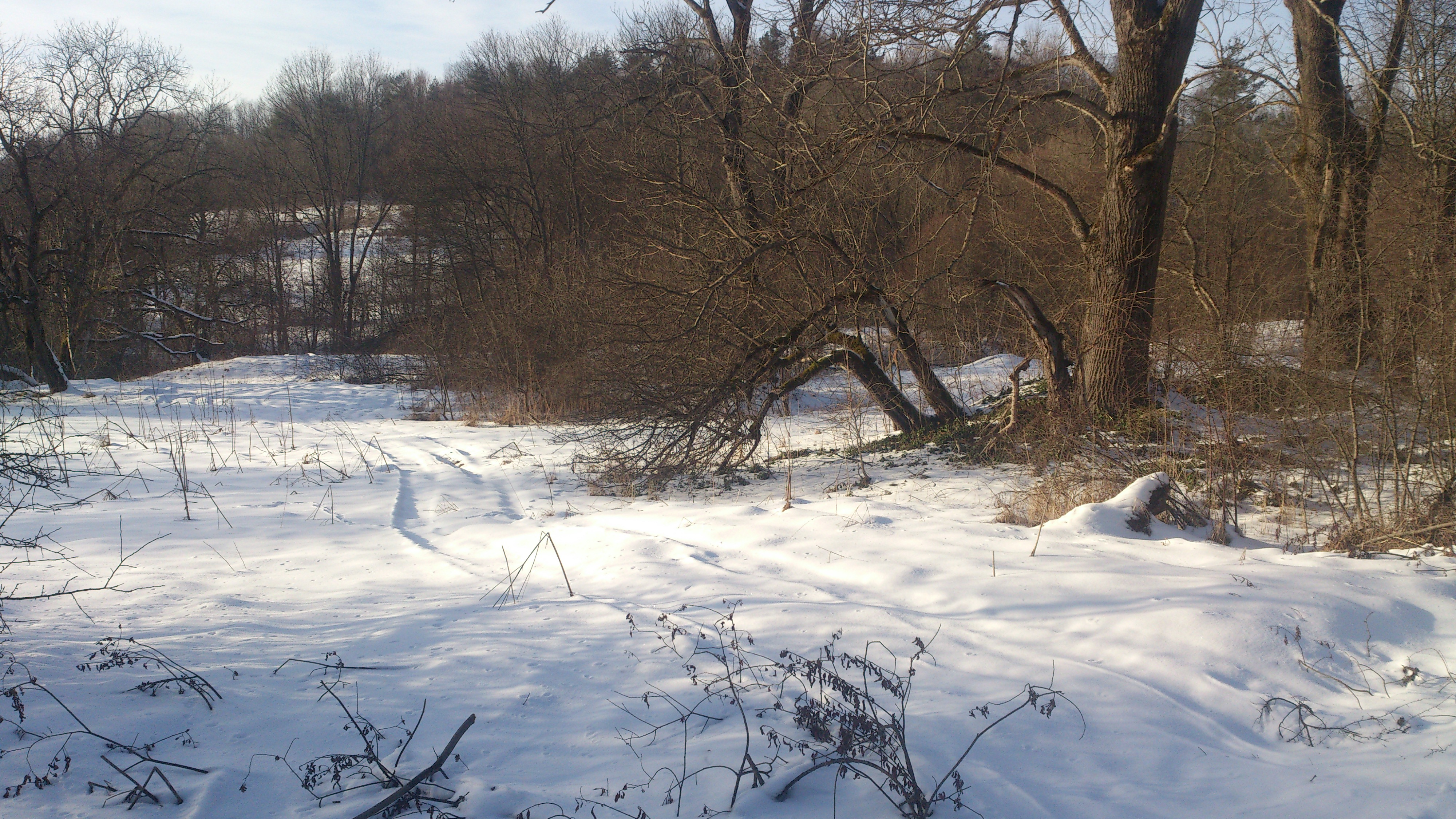
ліворуч

## Примітки

Село Нанове на карті фон Міґа